# 魔物ハンター妖子
『魔物ハンター妖子』（まものハンターようこ）（英題:Devil Hunter Yohko）は1990年12月1日から1995年7月1日にかけて発売されたアニメ作品および漫画、テレビゲームである。原案：六月十三、キャラクター原案：宮尾岳。

## 概要
古より妖魔と戦い続ける魔狩人・魔物ハンターの第108代目となってしまった女子高生、真野妖子の恋と戦いを描く物語。
80年代以降の美少女作品の一ジャンルとして定着していた「剣を持って戦うヒロイン」の流れを汲みつつも、ビキニアーマーに象徴される洋風・ファンタジー路線に偏重していた既存の作品とは一線を画す、赤いチャイナドレス姿の妖子のコスチュームデザインが注目を集めた。また変身時の前口上と、キューティーハニーを髣髴とさせる変身途中のヌードシーンがシリーズの定番となっている。
当時としてはまだ比較的珍しかった、アニメ・ゲーム等の多ジャンル展開を企画当初より想定したメディアミックス展開黎明期の作品である。また各メディアごとにおける設定には共通点がほとんど見られず、妖子以外のレギュラーキャラや妖子の性格まで異なるのも大きな特徴となっている。
メディア展開はOVAを主軸に、平行してゲーム、CDドラマ、小説等が製作され、OVA展開終了の後に宮尾の手による漫画版をもってシリーズ展開は終了となった。宮尾は漫画版妖子をシリーズを終結するピリオドとして描いたと述懐しており、以降のメディアミックス展開は行われていない。なお商品展開自体は後にDVD-BOX、BD-BOX、ガレージキット等が販売されている。

## 主な登場人物

### 主要人物
真野妖子（まの ようこ）
声 - 久川綾
6月1日生。16歳、T：158cm、W：45kg。B：83cm、W：56cm、H：85cm（ただしPCエンジン魔界からの転校生ではW：54cm）。血液型：A型。
本作の主人公で第108代目魔物ハンター。紅華学園に通う高校生。アイベックスをあしらった指輪（妖魔リング。アニメ版のみ金、その他では青銅色）を使い魔物ハンターへと変身し、魔物・妖魔達と戦う。
アニメ版では明朗快活だが美形に弱く惚れ易い性向があり、ゲーム版では比較的おとなしいものの一途で芯の強さを持った誠実な性格。コミック版ではゲーム版に近い性格だが、悲劇的内容の合間に時折天然ボケの一面も覗かせた。
輪っか付のツインテールがトレードマークで、これは入浴・就寝時も維持している。髪留め（アニメ版では赤、その他では青）は特殊な霊石で作られており、戦闘時にはアイベックスリングと連動して霊力を発揮する。なおこの髪型は宮尾が手掛けた「来来!キョンシーズ」ぬり絵絵本におけるテンテンのデザインがベースとなっている。
小川千賀子（おがわ ちかこ）
声 - 本多知恵子
8月8日生。T：160cm、W：53kg。B：88cm、W：62cm、H：88cm。血液型：A型。
妖子の同級生で親友。大きな丸眼鏡が特徴で色気より食い気の快活な性格。よくダイエットを試みるが、食い意地が張りなかなかうまくいっていない。
メガドライブ版を除いた全作品に登場。PCエンジン版では途中退場となったが、アニメ版では自称魔物ハンターのマネージャーとして、コミック版では魔物ハンターとなった妖子を精神的な面でバックアップするなど、公私ともに様々な面で妖子の支えになっている。

### 魔物ハンターの見習い・妖子の家族
神崎あづさ（かんざき あづさ）
声 - 吉田古奈美
3月10日生。13歳、T：149cm、W：38kg。血液型：O型。
魔物ハンター見習い。OVAの妖子2から登場。アニメ作品では少しずぼらな妖子とは対照的に、家事全般が得意。その一方でなぜか家電が一切使えない弱点がある。
扇状に広がった後ろ髪とハチマキも兼ねた大きなリボン（アニメでは黄、その他では水色）が特徴。ややダボついたチャイナドレス状のコスチュームで戦う。ある程度の霊力も扱えるようだが、戦闘面ともども実力としては半人前。
アニメ・小説版にのみ登場。
真野マドカ（まの マドカ）
声 - 三ツ矢雄二 / こおろぎさとみ※若返り時
11月11日生。T：145cm、W：53kg（若返り時）。
妖子の祖母、第107代目魔物ハンター。OVA版の5では、一時若返ったことがあった。
アニメ・小説版にのみ登場。
真野小夜子（まの さよこ）
声 - 鶴ひろみ
妖子の母。本来なら第108代目魔物ハンターとなるはずが、16歳の時に妖子を出産した事により、その資格を失った。
アニメ・コミック版にのみ登場。コミック版ではストーリーの開始直前に夫と共に事故死している。
真野ハルカ（まの ハルカ）
声 - 日髙のり子
2月24日生。T：158cm、W：43kg
初代魔物ハンターにして、真野家のご先祖様。
コミック版でも過去の時代の人間。ただし魔物ハンターではなく、巫女である。妖子との関連性は特に語られていない。

### その他のキャラクター
ショウマ
声 - 難波圭一
魔界からの転校生の主人公で、妖子と千賀子を幻魔界へと誘う。
コミック版ではハルカの時代の神官だったが、悲劇の果てに霊獣・アイベックスへと変身し、後に妖子を魔物ハンターにした。
シェルミナ
声 - 皆口裕子
水棲界のお姫様。魔物に声を奪われてしまう。
セツナ
声 - 安達忍
風棲界で看護婦をしている。
ガート
声 - 大木民夫
風棲界で医者を勤めている。
コルト
声 - 真地勇志
風棲界の皇子。セツナの挑発に負け、オムの大鳥を呼び出したこともある。
グレン
声 - 森功至
火棲界の戦士。半身が石にされたため、火竜鬼を追っている。
アイミイ
声 - 本多知恵子
火棲界の酒場で働く女の子。
フェリアム
声 - 坪井章子
幻夢界の創造主。メガドライブ版ラスボス。
アイベックス
声 - 玄田哲章
魔物ハンターを見守る光の神。
コミック版では魔物を止めるためにショウマが転生した姿。
土邪鬼
声 - 戸谷公次
土棲界の魔物。メガドライブ版4面のボス。
水虎鬼
声 - 柴田秀勝
水棲界の魔物。メガドライブ版3面のボス。
木蝶鬼
風棲界の魔物。メガドライブ版1面のボス。
火竜鬼
火棲界の魔物。メガドライブ版2面のボス。
シード王
声 - 柴田秀勝
火棲界の王。妖子にオルドスの炎を託し、力尽きる。
ウィル
声 - 皆口裕子
火棲界の王子。シード王亡き後、国王となる。
ブルホフ
声 - 田中和実
シェルミナ姫を連れさらった張本人。
ゼルーダ
声 - 丸山裕子
妖子たちに道を示した老婆。
オム
声 - 柴田秀勝
風棲界の大鳥。
ヴァルベム
声 - 難波圭一
幻夢界を支配しようとしている魔王。

## アニメ
原案六月十三、キャラクター原案宮尾岳については全作共通であるため個々のスタッフリストからは割愛する。初発売は東宝ビデオ。

### 魔物ハンター妖子
劇場公開1990年12月1日、上映はテアトル池袋にて。同時上映は「超音戦士ボーグマン LOVERS RAIN」。レンタルビデオ版は1991年2月6日、セルビデオ版は同年5月1日、LD（レーザーディスク）版は同年6月1日にそれぞれ発売。
妖子の魔物ハンターとしての覚醒と、学園に潜む魔界の女王・麗子（声 - 松井菜桜子）の陰謀との戦いを描く。一般作だが妖子が幼馴染・修（おさむ）（声 - 山口勝平）にキスをされる、さらに裸の胸にキスの愛撫を受け、下着も脱がされ挿入の直前までいくなど過激な描写があり、学研ムック『魔物ハンター妖子』によれば三作目時点まででもっともお色気要素の強い作とされる。

#### スタッフ
- 企画 - 丸山正雄
- プロデューサー - 小野木圭一、斎春雄
- 脚本 - 富田祐弘
- キャラクターデザイン・作画監督 - 青木哲朗
- 原画 - 佐藤雄三、渡辺すみお、鈴木健之、金子昌司、大平直樹、岡野幸男、春日井浩之、村田充範、嘉村弘之、工藤裕加、川島宏、及川博史
- 動画チェック - 春日井浩之
- 動画 - 高秀国男、鈴木典光、長濱博史、沖村幸治、梅岡徹、DRMOVIE、上海朝陽動画有限公司
- 色指定 - 藤川千奈実、関美恵子
- 特殊効果 - 谷藤薫児
- 彩色 - 福島友子、布本由紀子、DRMOVIE
- 美術監督 - 脇威志
- 背景 - 森川裕美、小浜美代子、大場ゆかり、米田真紀、床枝さだ子、（有）グリーン
- 撮影監督 - 石川欣一
- 撮影 - 山口仁、松村康弘、斎藤敦朗、藤田実（フレームポット）
- 音響監督 - 松浦典良
- 効果 - 神保大介
- 録音 - 小原吉男
- 録音スタジオ - 整音スタジオ
- 音響制作 - 現
- 音楽 - 渡辺博也
- 音楽プロデューサー - 重松英俊、大場龍男
- 音楽ディレクター - 高橋宏次、北原京子
- 音楽制作 - 東宝音楽出版、キングレコード
- サウンドトラック盤発売 - キングレコード
- 編集 - 尾形治敏、伊藤勇喜子、末吉文弘
- タイトル - マキ・プロ
- 現像 - 東京現像所
- 助監督 - 元永慶太郎
- 設定 - 高林久弥
- 制作進行 - 清水一伸
- 監督 - 山田勝久
- アニメーション制作 - マッドハウス
- 製作 - 日本コンピュータシステム、東宝

エンディングテーマ
恋のクーデター・ゴーゴー
作詞 - 岩里祐穂 / 作曲 - 三浦一年 / 編曲 - 渡辺博也 / 唄 - 久川綾

### 魔物ハンター妖子2
ビデオ版発売1992年12月22日、LD版発売1993年2月1日。
新キャラクターあづさが登場し、封印を解かれ復活した魔王・温羅（おんら）に妖子と共に立ち向かう。あづさには魔物ハンターの見習いである以外にも、真野家の家政婦としての設定等も考えられていたが、30分という時間上の制約から最低限の描写に留められた。

#### スタッフ
- 企画 - 丸山正雄
- プロデューサー - 斎春雄、服部街宇、高江勇次
- 脚本 - 高林久弥
- 絵コンテ - 久米一成
- キャラクターデザイン・作画監督 - 阿部恒
- 美術監督 - 金子英俊
- 撮影監督 - 諫川弘
- 編集 - 尾形治敏、伊藤勇喜子
- 音響監督 - 松浦典良
- 音楽 - 大森俊之
- 原画 - 金田伊功、大坂竹志、佐々木正勝、服部真奈美、室井ふみえ、鎌田春生、福地信之、山下美幸、斎藤雅和、増井宏行、中村謙一郎
- 動画チェック - 斎藤雅和
- 動画 - 秋吉育子、越智早苗、丸山典之、石井道穂、DRMOVIE
- 色彩設定・検査 - 松下友紀子
- 特殊効果 - 西山誠
- 演出助手 - 井田和行
- 仕上 - 大津多美子、川端祐子、森川隆夫、野田由美子、柳沢恵子、遠藤祐子
- 背景 - 西川増水、吉村敏幸、金子則子、白石博文、岡本有香、小泉江美子
- 撮影 - 藤田正明、鈴木秀夫、山口利明、西出徹
- 効果 - 神保大介
- 録音 - 鶴田圭介
- 録音スタジオ - GEN
- 音響制作 - 現
- 音楽プロデューサー - 大場龍男、大月俊倫
- 音楽ディレクター - 浅野幸治
- 音楽宣伝 - 内藤洋
- 音楽制作 - 東宝音楽出版、キングレコード
- サウンドトラック盤発売 - キングレコード
- 制作担当 - 安西武
- 制作進行 - 田中恒嗣
- 制作事務 - 渡辺圭
- タイトル - マキ・プロ
- 現像 - 東京現像所
- 協力 - 日本コンピュータシステム
- 監督 - 阿部恒
- 総監督 - 山田勝久
- 制作協力 - 童夢
- 制作 - マッドハウス
- 製作 - 東宝

エンディングテーマ
ところがどっこい!セクシー娘
作詞 - 森雪之丞 / 作曲 - キスノキヨシ / 編曲 - 三国義貴 / 唄 - 本間かおり（現・普天間かおり）

### 魔物ハンター妖子3
ビデオ版発売1993年4月1日、LD版発売同年5月1日。
2と同時に企画・製作された作品で、当初はこれでシリーズ終結とする予定だったため、当時の広告等で「妖子最後の戦い」といったコピーが用いられる事もあった。異世界に召喚された妖子が恋の成就のために魔物達と死闘を繰り広げる。当時大ブームだった『ストリートファイターII』の影響から、妖子が同じチャイナドレスのキャラクター・春麗の必殺技を繰り出すお遊びも用意されている。

#### スタッフ
- 企画 - 丸山正雄
- プロデューサー - 服部街宇、高江勇次
- 脚本 - 山田勝久
- 作画監督・キャラクターデザイン・絵コンテ - 阿部恒
- 美術監督 - 金子英俊
- 撮影監督 - 諫川弘
- 編集 - 尾形治敏、伊藤勇喜子、寺内聡
- 音響監督 - 松浦典良
- 音楽 - 大森俊之
- 原画 - 高橋和徳、服部真奈美、鵜飼秀樹、徳田夢之介、鎌田春生、八木元喜、大塚享、遠藤麻美、中山尚、斎藤雅和
- 動画 - 秋吉育子、中村啓司、森久美子、丸山典之、石井道穂
- 動画チェック - 斎藤雅和
- 演出助手 - 井田和行
- 色彩設定 - 松下友紀子
- 色指定 - 大津多美子
- 検査 - 佐伯哲也
- 特殊効果 - 西山誠
- 仕上 - 川端祐子、野田由美子、柳沢恵子、遠藤祐子、佐野二郎
- 打上 - 斎春雄
- 背景 - 西川増水、吉村敏幸、金子則子、白石博文、岡本有香、小泉江美子
- 撮影 - 藤田正明、鈴木秀夫、山口利明、西出徹、金奏珍
- 効果 - 神保大介
- 録音 - 鶴田圭介
- 録音スタジオ - GEN
- 音響制作 - 現
- 音楽プロデューサー - 大場龍男、大月俊倫
- 音楽ディレクター - 浅野幸治
- 音楽宣伝 - 内藤洋
- 音楽制作 - 東宝音楽出版、キングレコード
- サウンドトラック盤発売 - キングレコード
- 制作担当 - 安西武
- 制作進行 - 田中恒嗣、関本和美
- 制作事務 - 渡辺圭
- タイトル - マキ・プロ
- 現像 - 東京現像所
- 協力 - 日本コンピュータシステム
- 監督 - 阿部恒
- 総監督 - 山田勝久
- 制作協力 - 童夢
- 制作 - マッドハウス
- 製作 - 東宝

エンディングテーマ
So Bad Boy
作詞・唄 - 久川綾 / 作曲・編曲 - 大森俊之

### 魔物ハンター妖子スーパー・ミュージック・クリップ
ビデオ版発売1993年12月21日、LD版発売1994年2月1日。
これまで発表されたアニメ、ゲームの主題歌、挿入歌を用いたミュージッククリップ集。特別編。過去のアニメやSD妖子・あづさのコメディ調新作アニメ、宮尾岳のイラスト集が映像として用いられている他、声優の久川綾、吉田古奈美のPVも収録されている。

#### スタッフ
- Clip1「満月のしわざ」
  - イラストレーション - 宮尾岳
- Clip2「霧雨に抱かれて」、Clip6「So Bad Boy」、Clip7「恋のクーデター ゴーゴー」
  - 協力 - 青木哲朗、阿部恒、グリーン、アトリエブーカ、童夢、現、妖子シリーズスタッフの皆さま
- Clip3「ところがどっこい！！ セクシー娘」
  - 絵コンテ - 小寺勝之
  - 演出 - 黒田恭弘
  - SDキャラデザイン・原画 - 斉藤哲人
  - 動画チェック - 大島明子
  - 動画 - D.R.MOVIE、金旼諈、金文姫、李政載、盧鉉昌
  - 色指定 - 中村美和子
  - 特殊効果 - 谷藤薫児
  - 仕上げ - 山本智子、大戸佐智子、D.R.MOVIE、林容慶、李喜夾、申悪媛、宋洙京
  - 背景 - 上原伸一、桐原成代
  - 撮影 - 山口仁、斉藤敦朗、中川洋、小山雅博、
  - 編集 - 尾形治敏
  - 制作進行 - 長瀬律子
  - 現像 - 東京現像所
- Clip4「秋風のペイジェント」、Clip5「初恋はかなわない」
  - 撮影 - 矢部弘幸、加藤和也
  - 編集 - 小深田真次
  - 演出 - 山澤達義、田中玄朗
  - 制作 - JCTV
- 音楽製作 - 東宝音楽出版、キングレコード、オフィス ツーファイブ
- 音楽プロデューサー - 大場龍男
- 協力 - 日本コンピューターシステム
- 企画 - 丸山正雄
- 制作 - 斎春雄
- プロデューサー - 服部街宇、高江勇次、釜秀樹
- 構成・総監督 - 山田勝久
- 製作 - 東宝、マッドハウス

### 魔物ハンター妖子5 光陰覇王の乱
ビデオ版発売1994年7月1日、LD版発売同年8月1日。
シリーズの最終作として製作された完結編。4作目だが、縁起を担いで4を避け5を冠した。歴代魔物ハンターの宿敵・刻魔（ときま）との戦いを描く。「光陰覇王の乱」は雑誌による公募で付けられたタイトルで、内容との具体的な関連性は無い。初代魔物ハンター・ハルカと、刻魔の力により若返ったマドカが妖子・あづさに協力する展開が行われたが、企画当初はさらに2人の歴代魔物ハンターが加わる予定もあった。こちらは没となったが、代わりにクライマックスではそれ以上のサプライズが用意されている。

#### スタッフ
- 企画 - 丸山正雄
- 初代プロデューサー - 斎春雄
- プロデューサー - 服部街宇、高江勇次、釜秀樹
- キャラクターデザイン - 佐藤雄三
- 脚本 - 浦畑達彦
- 作画監督 - 佐藤雄三
- 作画監督補 - 北尾勝
- 原画 - 宗崎暢芳、山沢実、斎藤哲人、梅岡徹、河村明夫、松岡秀明、大平直樹、加野晃、加来哲郎、片岡恵美子、佐々木よし子、林秀夫、高橋久美子、北尾勝
- 動画チェック - 酒井博美、坂詰かよ
- 動画 - 伊芸智奈美、三島宏子、植平幸生、渡辺佐紀子、佐々木昌彦、大城茂樹、大田和範、D・R・MOVIE、SEOUL MOVIE
- 色彩設定 - 中村美和子
- 特殊効果 - 前川孝、谷藤薫児
- 仕上 - 大戸左智子、福島友子、中島美夏、D・R・MOVIE、SEOUL MOVIE
- 美術監督 - 金子英俊、西川増水
- 背景 - アトリエブーカ、吉村敏幸、白石博文、川島優嘉、臼田安成、金子則子、岡本有香、小泉江美子、斉藤久恵、長嶋久美子、西川増水、マッドハウス、上原伸一、桐山成代、猪田薫、岡田昌子、朴鏞一
- 撮影監督 - 山口仁
- 撮影 - 斎藤敦朗、冨高恒夫、崎谷祐樹、虫プロダクション、トムス・フォト、あどりぶ
- 編集 - 尾形治敏、伊藤勇喜子、寺内聡
- 音響監督 - 松浦典良
- 効果 - 神保大介
- 録音 - 丸山光義
- 録音スタジオ - GEN
- 音響制作 - 現
- 音楽プロデューサー - 大場龍男、島名光二
- 音楽ディレクター - 浅野幸治、北原京子
- 音楽宣伝 - 内藤洋、徳原貴之
- 音楽制作 - 東宝音楽出版、スターチャイルドレコード
- 現像 - 東京現像所
- タイトル・リスワーク - マキ・プロ
- 演出助手 - 小寺勝之
- 制作デスク - 長瀬律子
- 制作進行 - 内川仁美
- 監督 - 坂田純一
- 制作 - マッドハウス
- 製作 - 東宝

エンディングテーマ
頑張る私が好き
作詞 - 木本慶子 / 作曲・編曲 - 池間史規 / 唄 - 久川綾

### 魔物ハンター妖子2（ようこのじじょう）
ビデオ版発売1995年7月1日、LD版発売同年8月1日。
妖子2の読みは「ようこのじじょう」。ファンの要望により復活し製作された作品。同じく真野家の血を引くライバル・妖子（あやこ）との戦いを描く。これまでのシリーズにあったような六月、宮尾の参加を示す資料は少ない。『プリンセス・ミネルバ』、『銀河お嬢様伝説ユナ』と合わせて東宝美少女OVA作品として展開された。新たなシリーズを予感させたが、これをもってアニメシリーズは実質終結となった。

#### スタッフ
- 企画 - 丸山正雄
- プロデューサー - 斎春雄、釜秀樹、安西武
- 脚本 - 浦畑達彦
- キャラクターデザイン・作画監督 - 大橋誉志光
- 絵コンテ - いしはらこういち、新房昭之
- 作画監督補 - 越智信次、山川よしひで、崔ふみひで
- 原画 - 金田伊功、阿部恒、越智信次、西田寛治、松竹徳幸、亀井幹太、石浜真史、菊池聡延、かついち、若林厚史、大橋誉志光、千葉道徳、江面久、釘宮洋、阿蒜晃志、木下ゆうき、田口広一、中村悟、宗崎暢芳、斎藤雅和、山下美幸、越智早苗
- 動画チェック - 成田達司
- 動画 - 秋吉育子、伊芸智奈美、浦田武治、越智早苗、DRムービー、京江動画、プロダクションIG、虫プロダクション
- 色指定 - 菅野仁美
- 仕上げ検査 - 渋谷圭子、菰田智子、丹羽由香里
- 特殊効果 - 干場豊（マリックス）
- 仕上 - DRムービー、京江動画、虫プロダクション
- 美術監督 - 金子英俊、西川増水
- 背景 - アトリエブーカ、吉村敏幸、長江剛、臼田安成、川嶋将裕、白石博文、金子則子、岡本有香、西川増水、マッドハウス、手塚プロダクション
- 撮影監督 - 鈴木秀男
- 撮影 - 虫プロダクション、藤田正明、諫川弘、山口利明、西出徹、出田牧子、マッドハウス
- 編集 - 尾形治敏、伊藤勇喜子（虫プロダクション）
- 音響監督 - 松浦典良
- 効果 - 神保大介
- 録音 - 丸山光義
- 録音スタジオ - GEN
- 音響制作 - 現
- 音楽 - 大森俊之
- 音楽ディレクター - 浅野幸治
- 音楽制作 - スターチャイルドレコード
- 宣伝 - 服部街宇
- 音楽宣伝 - 内藤洋、徳原貴之
- 現像 - 東京現像所
- タイトル・リスワーク - マキ・プロ
- 制作担当 - 星川孝文
- 制作進行 - 杉保徳洋、三宅博
- 制作事務 - 渡部圭
- 監督 - 新房昭之
- 制作協力 - 童夢
- 制作 - マッドハウス
- 製作 - 東宝

エンディングテーマ
Touch My Heart
作詞 - 木本慶子 / 作曲・編曲 - 大森俊之 / 唄 - 久川綾

## ゲーム

### メガドライブ
魔物ハンター妖子 第7の警鐘（1991年3月22日/メサイヤ/横スクロールアクション）
ゲーム展開の第一作。魔界を舞台に、魔物ハンターとなった妖子が妖魔達と戦いを繰り広げる。
全5面構成で、「第7の警鐘」とはゲーム開始時、1～4面の各ボス戦クリア時、そしてラスボス戦開始時とクリア時の計7回鳴らされる鐘の音を指す。攻撃は剣によるもので、ボタンを押し続ける事で全身を包むバリアを展開、さらにこれを武器として放射できるのが特徴。放射したバリアは戻ってきたものをキャッチするとまた放射することが可能。各ステージクリア後は妖子のCGが表示される。ドラマティックアクションゲームと称し、物語性を組み込んだ作品を意識していたようだが、実際のゲームにはEDでそれらしい映像が使われる以外に物語性を感じさせる要素は無かった。パワーアップが無い、体力ゲージの消費が激しい、コンティニュー数に制限がある等の理由により難易度は高い。企画時にはダメージを受けると妖子のチャイナドレスの裾が短くなり、最後にはレオタード調になるという演出が考えられていたが、ビジュアルサイズ上表現が難しいため没になった。このアイデアは小説版で一部採用されている。
2018年3月20日より、プロジェクトEGGにて配信開始。

### PCエンジン
魔物ハンター妖子 －魔界からの転校生－（1992年3月13日/メサイヤ/ADV）
デジタルコミックアドベンチャー作品。プレイヤーは記憶喪失の少年・ショウマとなり、妖子と、成り行き上同行する事になった千賀子を異世界・幻夢界へと誘う。
当初は1作だけで完結する予定が、CD-ROM²の容量上、前半のみの収録となった。元はRPGを想定しており、選択肢や村人の会話等にその面影が見て取れる。次回作「遠き呼び声」も含めて、メガドライブ版の各面のボスと同じ妖魔が敵キャラとして登場している。なお、このゲームの説明書後半部分に妖子のミニ画集が収録されている。
2015年3月17日より、プロジェクトEGGにて配信開始。

魔物ハンター妖子 －遠き呼び声－（1993年1月8日/メサイヤ/ADV）
「魔界からの転校生」に続く後半の物語を描いた作品。
媒体をSUPER CD-ROM2に移行し、ボリューム、グラフィック等が大幅に強化された。今作ではプレイヤーが操作する主人公がショウマから妖子自身に変更。これは物語上ショウマを妖子と離れさせる必要が生じたためと、ファンから出された「妖子自身を動かしたい」「妖子の心情描写も増やして欲しい」という要望に沿うべくスタッフが判断したため。現在の美少女ゲームが男性主人公の視点で描かれる作風が圧倒的な主流であることからすれば、当時の美少女作品に対するファンのスタンスが窺える貴重な事例とも言える。前作よりドラマティックな展開が多く用意されたほか、製作途中で予算不足となる事態がありつつも、スタッフの熱意により無償製作で膨大なグラフィックを含んだエンディングが作られた。
2015年4月14日より、プロジェクトEGGにて配信開始。

## 小説
文・六月十三、挿絵・宮尾岳の原作者コンビにて月刊アニメVにて連載された。全6話。
魔物ハンターとしての覚醒から活躍、歴代魔物ハンター達の宿敵・ギルドとの死闘、あづさの弟子入りまでを描く。こちらも他メディアとは異なる解釈による設定が見られるが、純粋に原作者2名による製作のため、宮尾の数多くのイメージイラストにも繋がる「本来想定されていた妖子の世界」を描いた作品といえる。
学研ムック『魔物ハンター妖子』に1～5話、同ムック アニメVスペシャル『魔物ハンター妖子 【完結編】』に最終話が収録されている。

## 漫画
YKコミックス「魔物ハンター妖子」（漫画：宮尾岳）1996年10月/少年画報社/ISBN 4785915463
シリーズ展開の最終作。魔物となった狼・ライゴを巡る短編となっている。
妖子のデザインを務めた宮尾岳の独自の解釈による作品であり、他のシリーズの特徴でもあったサービスシーンが完全に削られているほか、妖子の両親が事故死している等のハードな作風となっている。アニメに登場したハルカ、ゲームに登場したショウマが新たな設定で登場した一方、マドカやあづさは登場しない。様々な解釈、設定で描かれたシリーズを締め括る最終作として、生みの親の一人である宮尾の妖子に対するスタンスが色濃く反映された作品となっている。

## CD

### シングル
- 「ところがどっこい!セクシー娘/壊れかけた鏡」 歌:本間かおり（現・普天間かおり） 1992年/キングレコード「魔物ハンター妖子2」主題歌
- 「頑張る私が好き/Stay by me」 歌:久川綾 1994年/キングレコード「魔物ハンター妖子5 光陰覇王の乱」主題歌

### アルバム
- 「魔物ハンター妖子」1991年/キングレコード
- 「魔物ハンター妖子 So Bad Boy」1993年/キングレコード
- 「魔物ハンター妖子 Doing My Best!」1994年/キングレコード
- 「魔物ハンター妖子2 Touch My Heart」1995年/キングレコード

## BD-DVD
| 商品名                        | 発売・販売元  | 発売日        | 収録話 | 収録話                           | 規格品番  |
| ----------------------------- | ------------- | ------------- | ------ | -------------------------------- | --------- |
| 魔物ハンター妖子 DVD-BOX      | パイオニアLDC | 2001年9月21日 | Disc1  | 魔物ハンター妖子                 | PIBA-1276 |
| 魔物ハンター妖子 DVD-BOX      | パイオニアLDC | 2001年9月21日 | Disc1  | 魔物ハンター妖子2                | PIBA-1276 |
| 魔物ハンター妖子 DVD-BOX      | パイオニアLDC | 2001年9月21日 | Disc2  | 魔物ハンター妖子3                | PIBA-1276 |
| 魔物ハンター妖子 DVD-BOX      | パイオニアLDC | 2001年9月21日 | Disc2  | 魔物ハンター妖子5 光陰覇王の乱   | PIBA-1276 |
| 魔物ハンター妖子 DVD-BOX      | パイオニアLDC | 2001年9月21日 | Disc3  | 魔物ハンター妖子2                | PIBA-1276 |
| 魔物ハンター妖子 DVD-BOX      | パイオニアLDC | 2001年9月21日 | Disc3  | スーパー・ミュージック・クリップ | PIBA-1276 |
| 魔物ハンター妖子 BD-BOX 3枚組 | 東宝          | 2022年7月20日 | Disc1  | 魔物ハンター妖子                 | TBR31335D |
| 魔物ハンター妖子 BD-BOX 3枚組 | 東宝          | 2022年7月20日 | Disc2  | 魔物ハンター妖子2                | TBR31335D |
| 魔物ハンター妖子 BD-BOX 3枚組 | 東宝          | 2022年7月20日 | Disc2  | 魔物ハンター妖子3                | TBR31335D |
| 魔物ハンター妖子 BD-BOX 3枚組 | 東宝          | 2022年7月20日 | Disc2  | スーパー・ミュージック・クリップ | TBR31335D |
| 魔物ハンター妖子 BD-BOX 3枚組 | 東宝          | 2022年7月20日 | Disc3  | 魔物ハンター妖子5 光陰覇王の乱   | TBR31335D |
| 魔物ハンター妖子 BD-BOX 3枚組 | 東宝          | 2022年7月20日 | Disc3  | 魔物ハンター妖子2                | TBR31335D |

## 画集
- 学研ムック『魔物ハンター妖子』（1993年、学研）ISBN 978-4056001105
- 学研ムック アニメVスペシャル『魔物ハンター妖子 【完結編】』 （1994年、学研）ISBN 978-4056004694